# Elisabeth Wondrack
Elisabeth Wondrack, verheiratete Elisabeth Wondrack-Malik (* 1943 in Graz) ist eine österreichische Souffleuse und Theaterintendantin (Grazer Straßentheater und Kinder- und Jugendbühne Graz).

## Leben und Werk
Elisabeth Wondrack wurde im Jahre 1943 in Graz geboren. Nach ihrer Schulausbildung, die sie mit der Matura erfolgreich abschloss, begann sie ein Germanistik- sowie ein Geschichtestudium. Des Weiteren machte sie ihr Diplom im Fach „Schauspiel“ an der Akademie für Musik und darstellende Kunst Graz. Kurz nach ihrem Abschluss wurde ihre Tochter, ihr einziges Kind, geboren, weshalb sich Wondrack gegen ein fixes Engagement und somit gegen eine professionelle Schauspielkarriere aussprach. Stattdessen spielte sie nur gelegentlich in kleinen Rollen mit und war hauptsächlich ab 1973 als Souffleuse im Schauspielhaus Graz tätig. Obwohl bereits seit einigen Jahren pensioniert, ist sie heute (Stand: 2018) weiterhin als Souffleuse tätig und gilt als die dienstälteste Souffleuse des Schauspielhauses. Seit dem Jahr 2011 tritt sie zudem als Betriebsrätin des Schauspielhauses Graz in Erscheinung. Zudem übernahm sie von Walter Tomaschitz die Leitung des von ihm im Jahre 1971 gegründeten Grazer Straßentheaters. Außerdem ist sie seit 38 Jahren die Intendantin der Kinder- und Jugendbühne Graz, bei der sie, wie auch beim Grazer Straßentheater, mitunter als Theaterregisseurin in Erscheinung tritt. Am 20. November 2010 wurde sie von der Steiermark-Ausgabe der Kleinen Zeitung zur „Steirerin des Tages“ gewählt. Am 16. Juni 2021 wurde Elisabeth Wondrack das Goldene Ehrenzeichen des Landes Steiermark für ihre besonderen Verdienste im Kulturbereich, insbesondere im Schauspielhaus Graz, der Kinder und Jugendbühne und dem Grazer Straßentheater verliehen.  Wondrack lebt heute in einer Wohnung in Graz.